# Mesosemia renatus
Mesosemia renatus är en fjärilsart som beskrevs av Fabricius 1787. Mesosemia renatus ingår i släktet Mesosemia och familjen Riodinidae. Inga underarter finns listade i Catalogue of Life.